# 查果嘎林

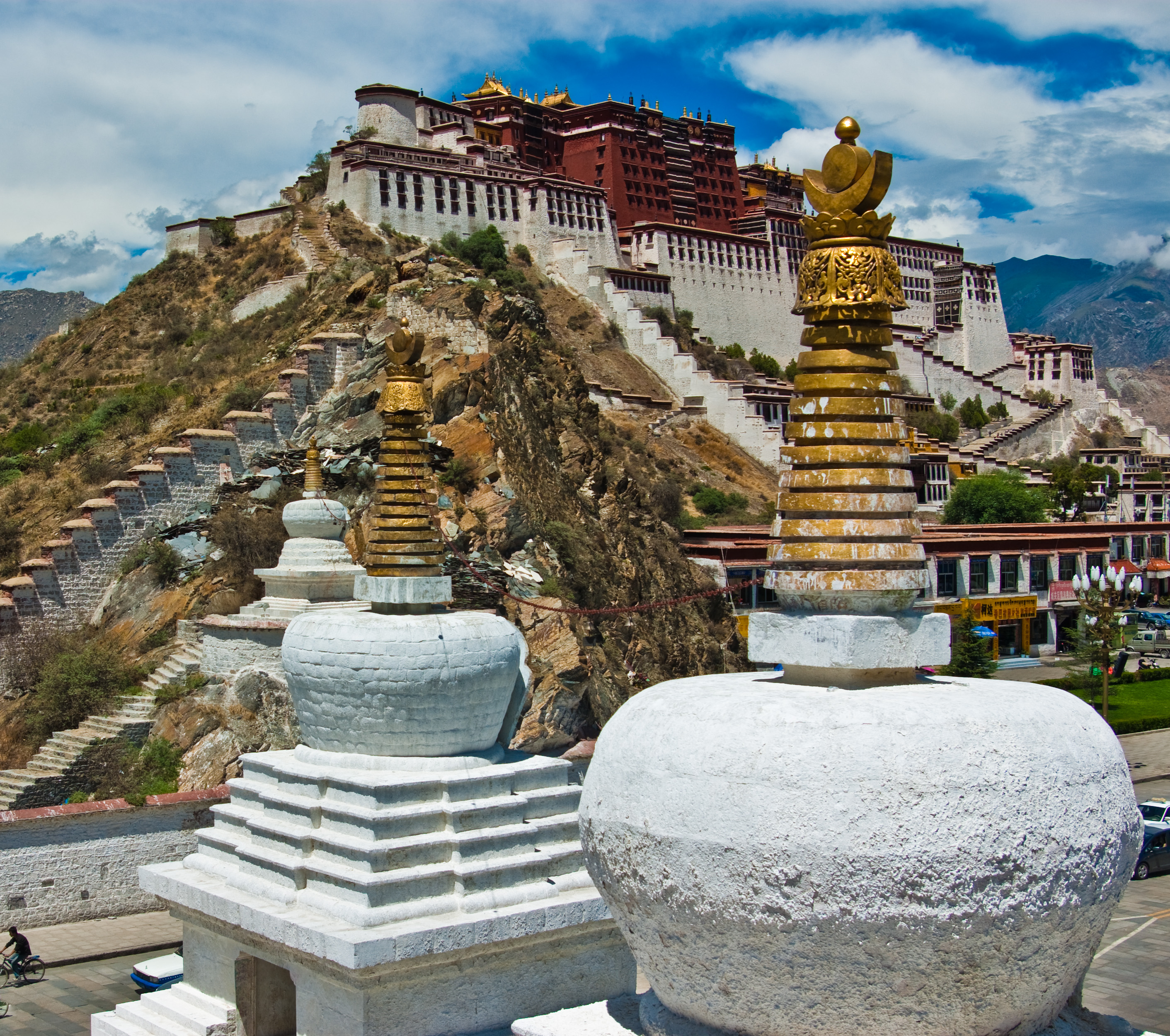
2009年的查果嘎林

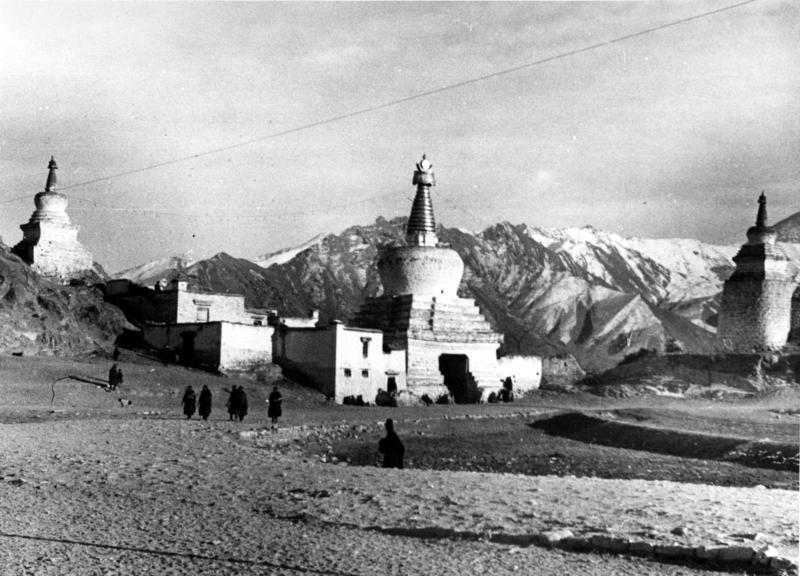
1938年的查果嘎林

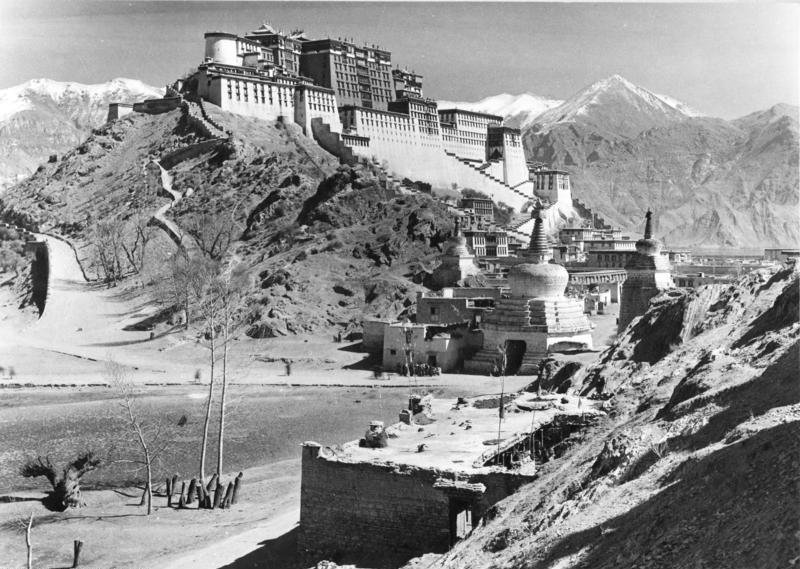
1938年的查果嘎林

查果嘎林（藏語：བར་སྒོ་བཀག་གླིང，威利转写：bar sgo bkag gling），位于西藏自治区拉萨市城关区北京中路，是三座白色佛塔。

## 简介
查果嘎林位于布达拉宫西南侧，布达拉宫红山和药王山之间，将两山连接起来。查果嘎林由三座白塔组成。中间一座白塔位于北京中路中央，该塔下方开有东西向的通道，可供人穿行。据说，过去该通道是拉萨的西门，以此塔为界，将拉萨城分为内、外两个部分。三座佛塔分别为神变塔、尊胜塔、菩提塔。
藏语“查果”意为“石门”。“嘎林”据说是印度语，意为“佛塔”。关于该塔的来源，有一段传说：在很久以前，红山和药王山是相连的，两山分别代表观音菩萨和金刚手菩萨。文成公主来到吐蕃之后，认为拉萨所处地方非常吉祥，有八宝莲花扶持，特别是红山与药王山联系着吐蕃人民的命脉。后来，金城公主来到吐蕃，怀上了吐蕃赞普的孩子，但在临产当天，赞姆尺邦萨施计夺走了金城公主生下的儿子，金城公主出于悲愤，派人挖断了红山与药王山的连接之处，破坏了吐蕃的风水，从而带来了瘟疫与天灾。后来，在庆贺王子能下地走路而举办的宴会上，大臣们建议，令王子居于中间，王后与金城公主分居左右，让王子手拿酒杯，献给自己真正的母亲。此时奇迹产生，王子手拿酒杯说：“我赤松德赞是汉裔，你尺邦萨奈我何？”说完便朝金城公主走去。从此母子团聚。金城公主的愤怒被平息后，为弥补自己曾犯的错误，她派人在红山和药王山之间兴建了三座白塔，三塔用铁链连接，使得吐蕃的命脉重新连接起来。
实际上，三座佛塔是五世达赖时期所建。三塔均在文化大革命中被毁。为重现布达拉宫的完整风貌，负责白塔修复的工程建设部门按照文物古迹“整旧如旧”的原则进行设计施工，并且运用现代技术确保白塔的坚固和完美。1995年6月7日，3座查果嘎林古白塔修复工程举行了塔藏仪式。1995年8月21日，“查果嘎林”佛塔建成，中国佛教协会西藏分会会长波米·强巴洛珠
主持了白塔开光仪式，给西藏自治区成立30周年庆祝活动增添了喜庆的气氛。修复后的三座白塔考虑了交通需要，中间大塔两侧留有很宽阔的车道。

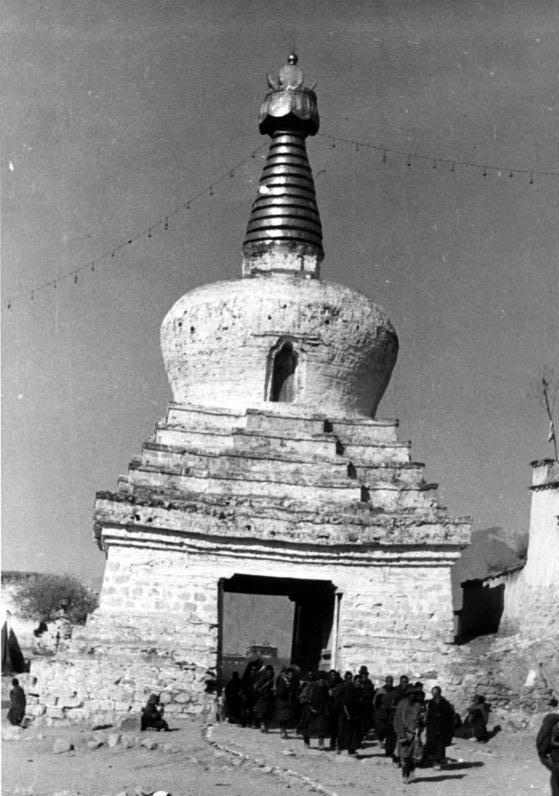
1938年的查果嘎林
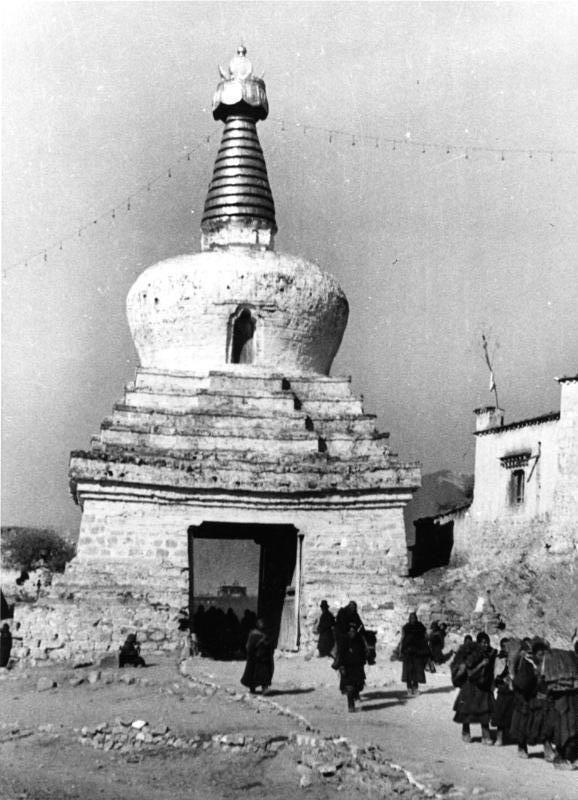
1938年的查果嘎林
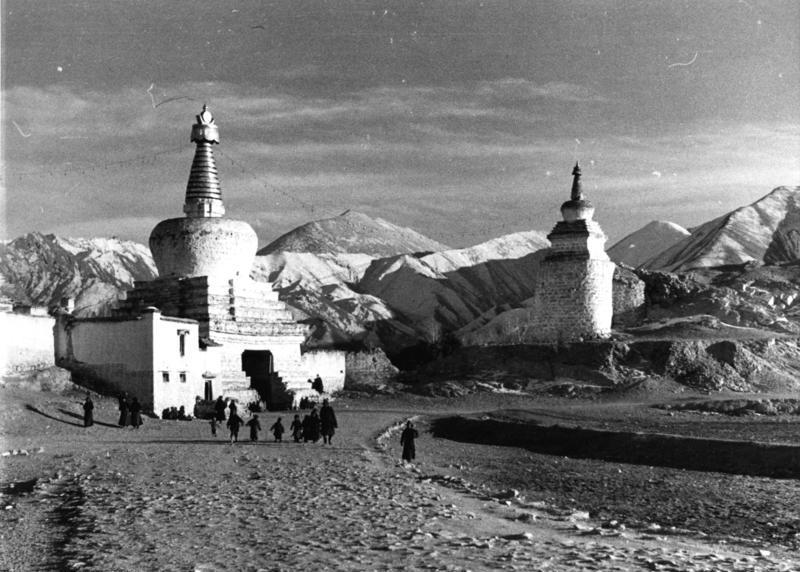
1938年的查果嘎林
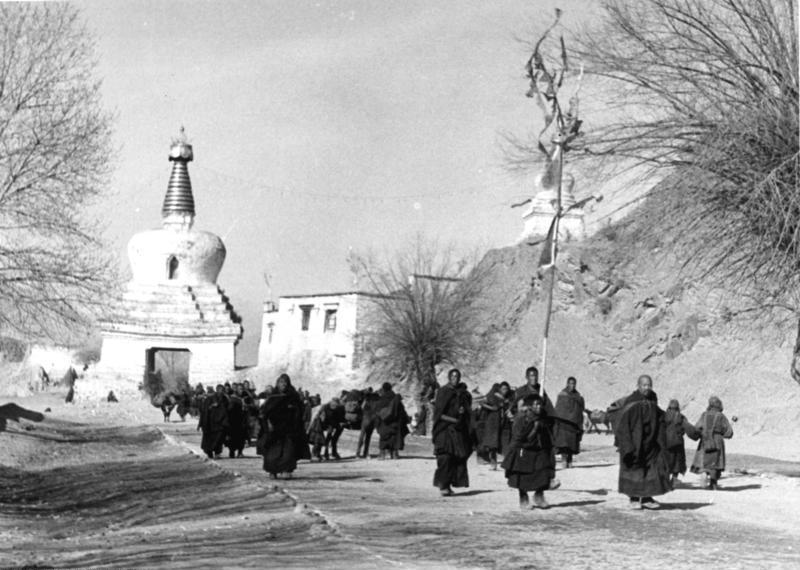
1938年的查果嘎林
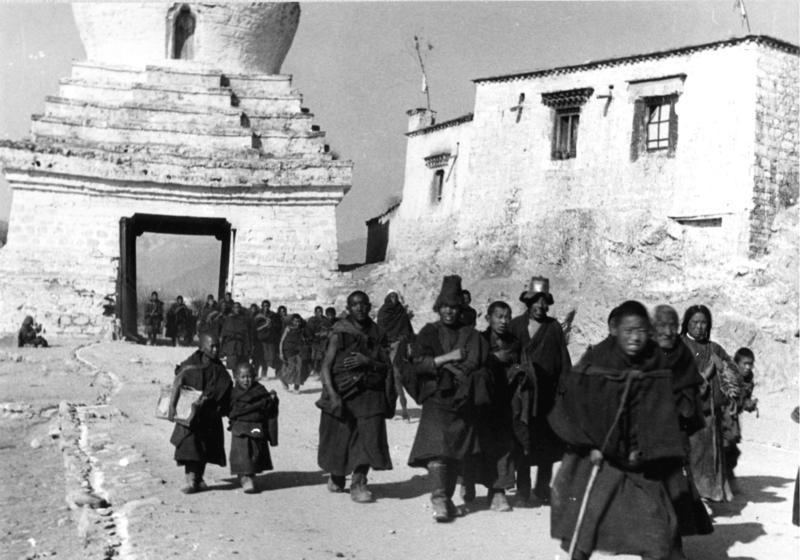
1938年的查果嘎林
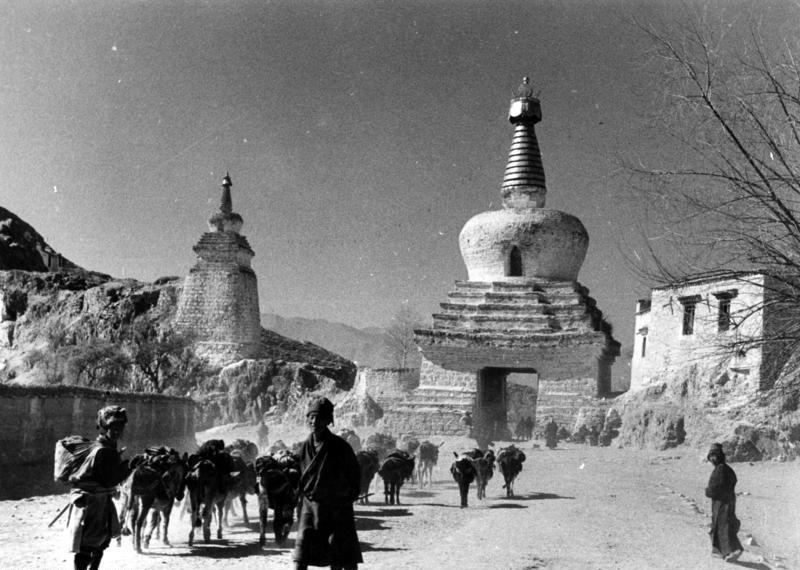
1938年的查果嘎林
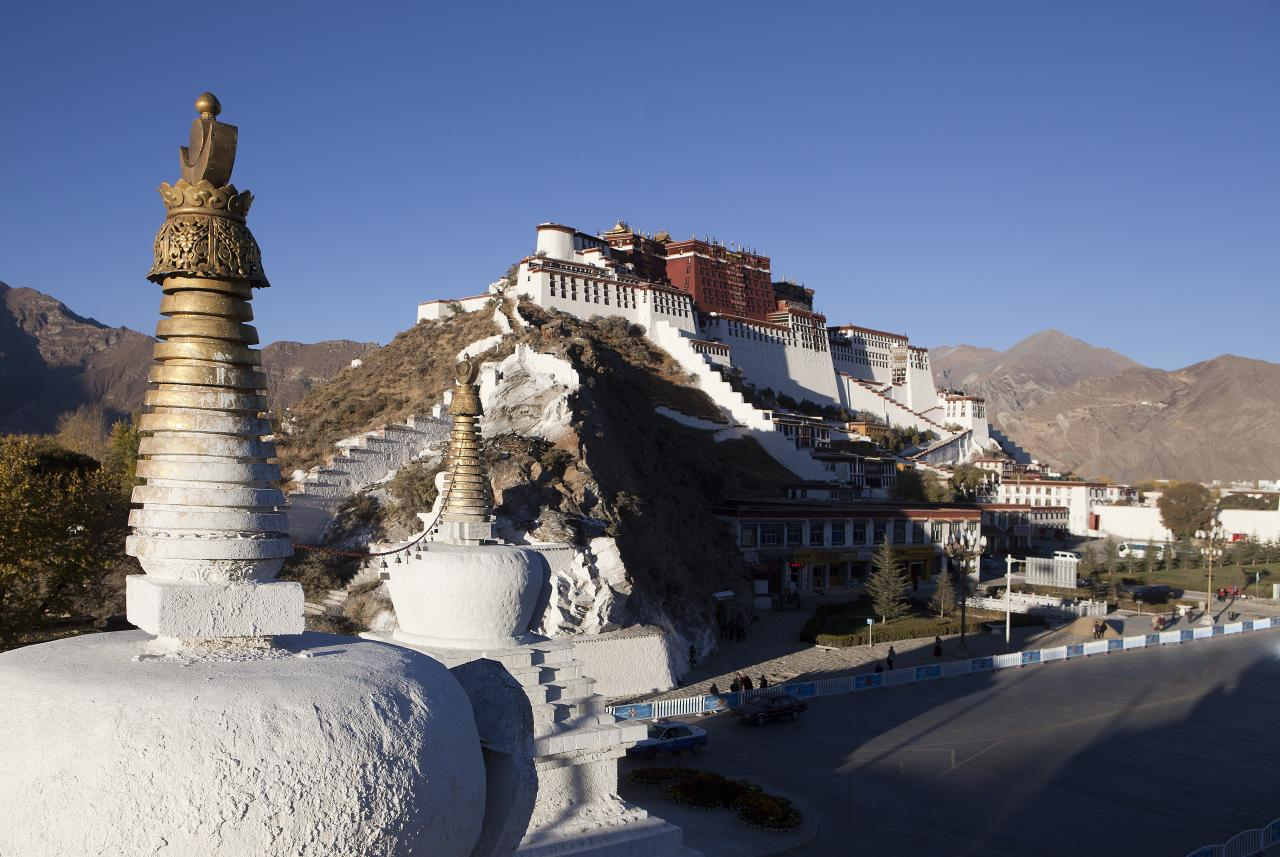
从查果嘎林看布达拉宫
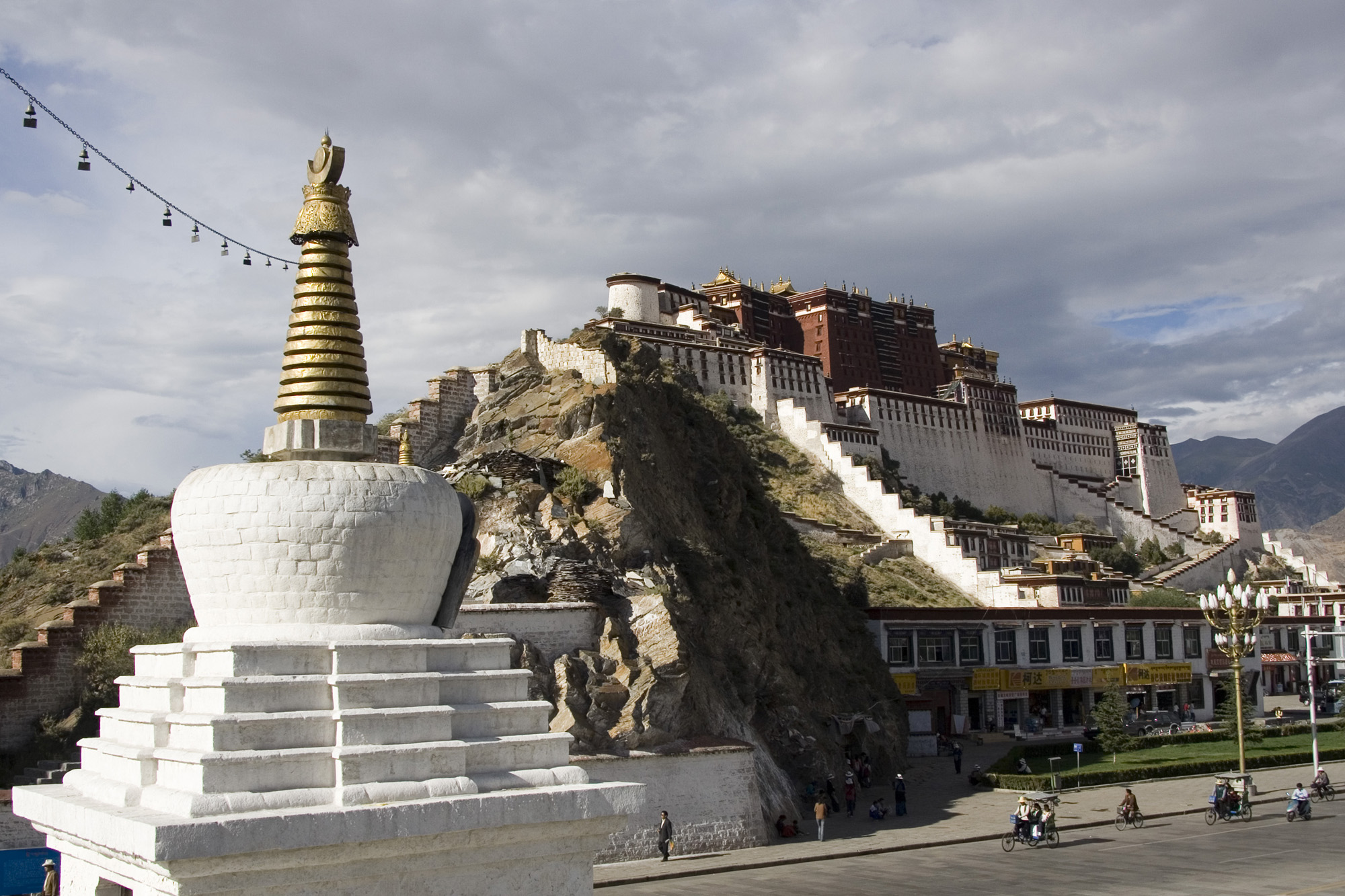
从查果嘎林看布达拉宫
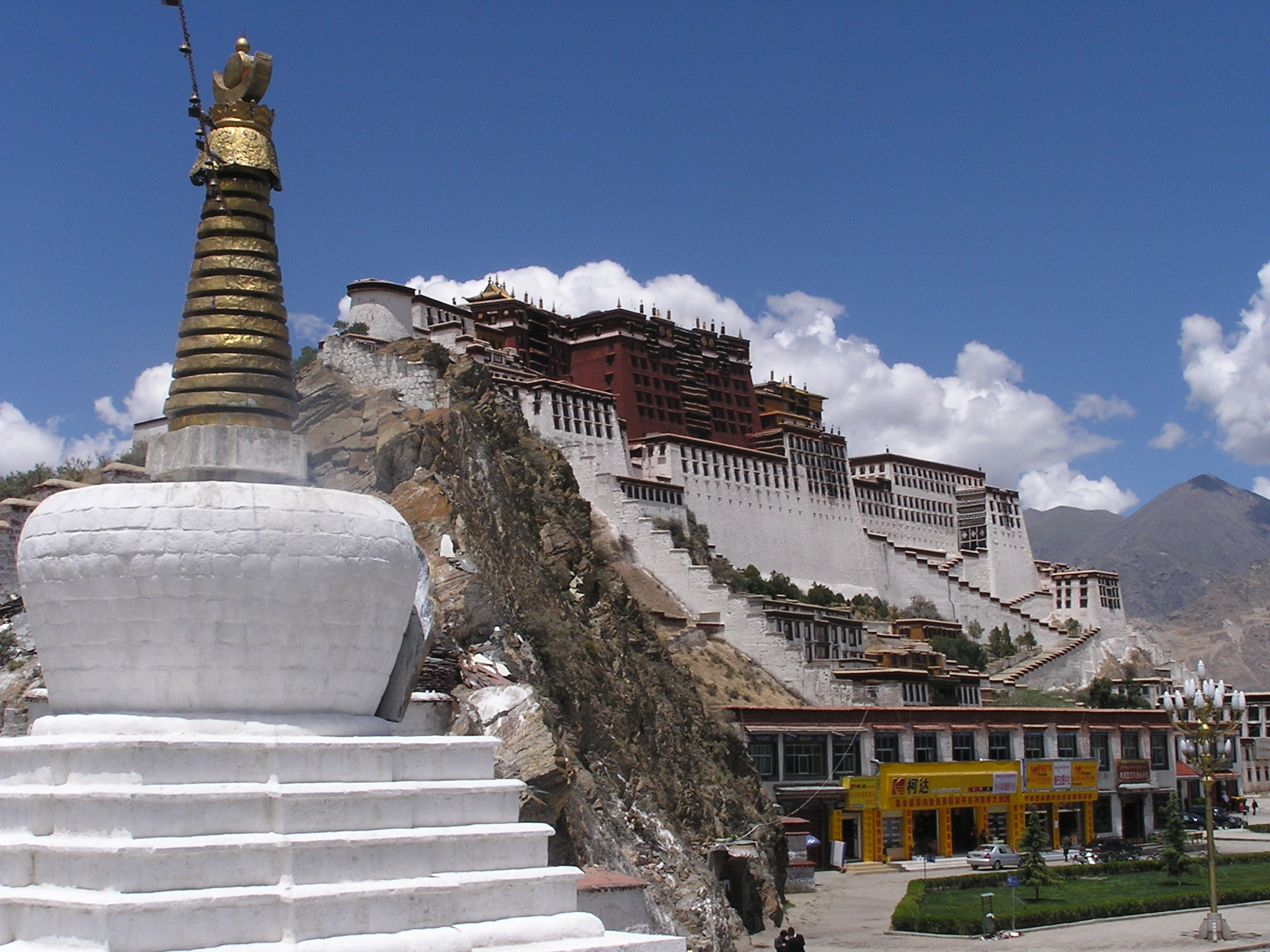
从查果嘎林看布达拉宫
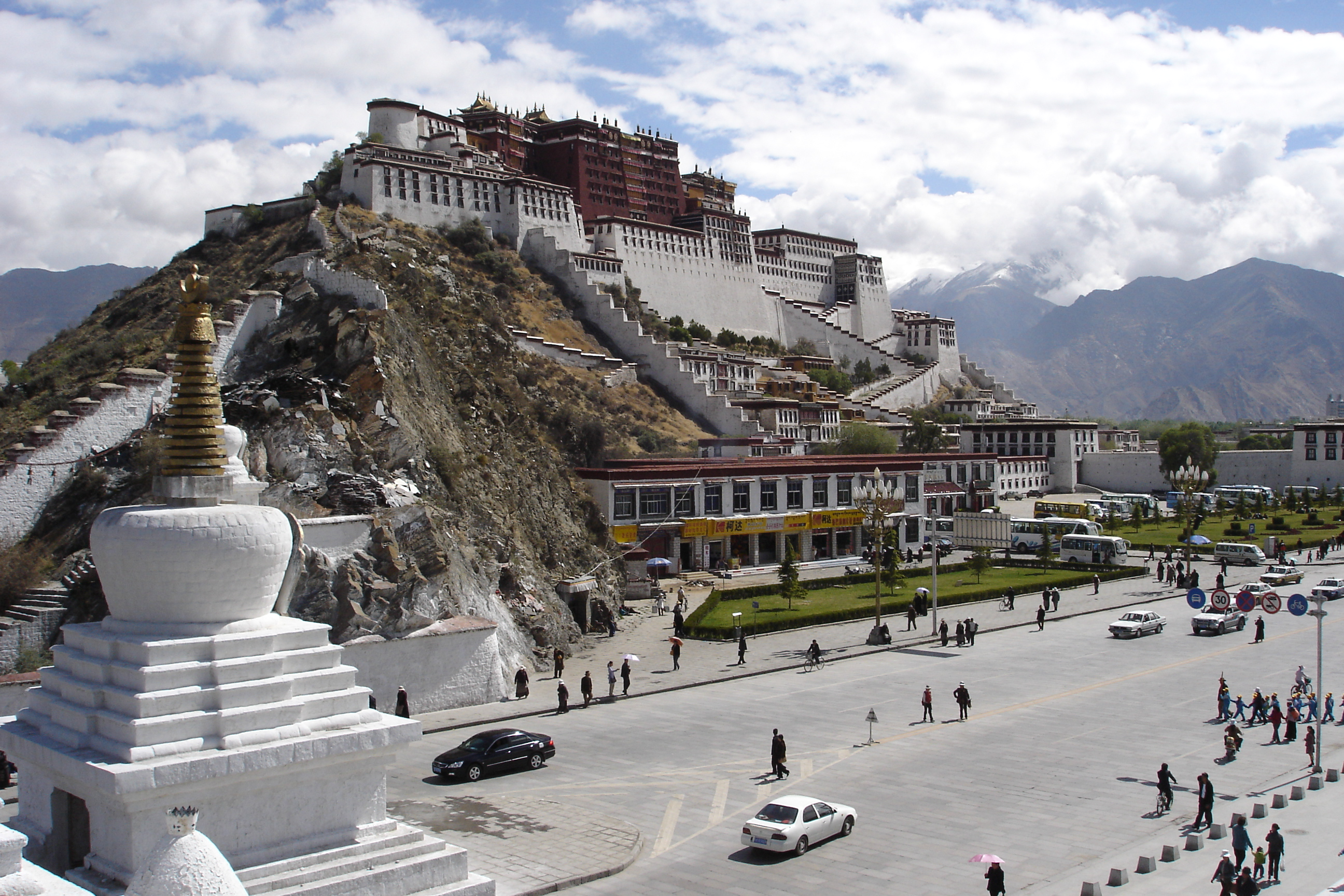
从查果嘎林看布达拉宫
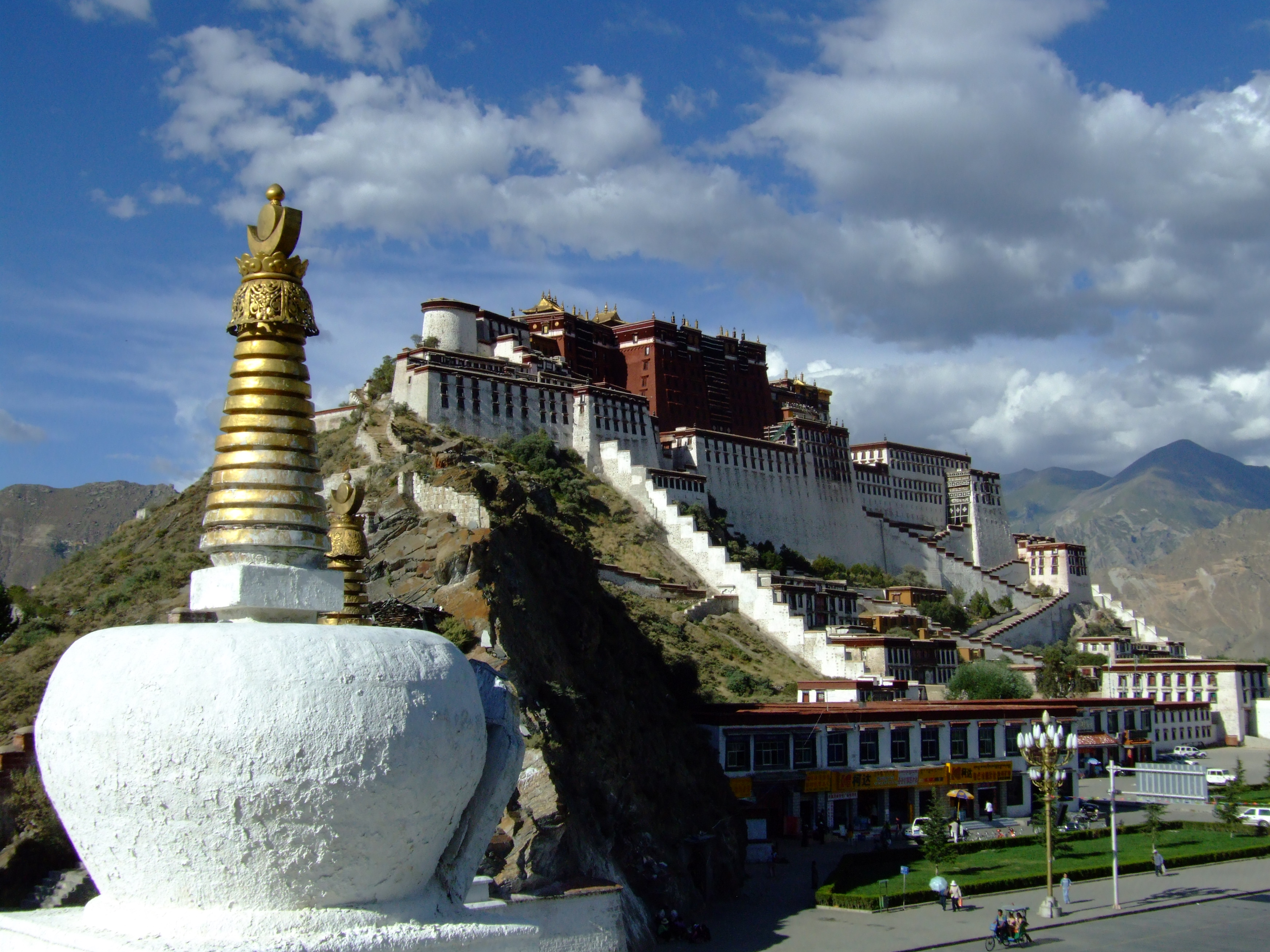
从查果嘎林看布达拉宫
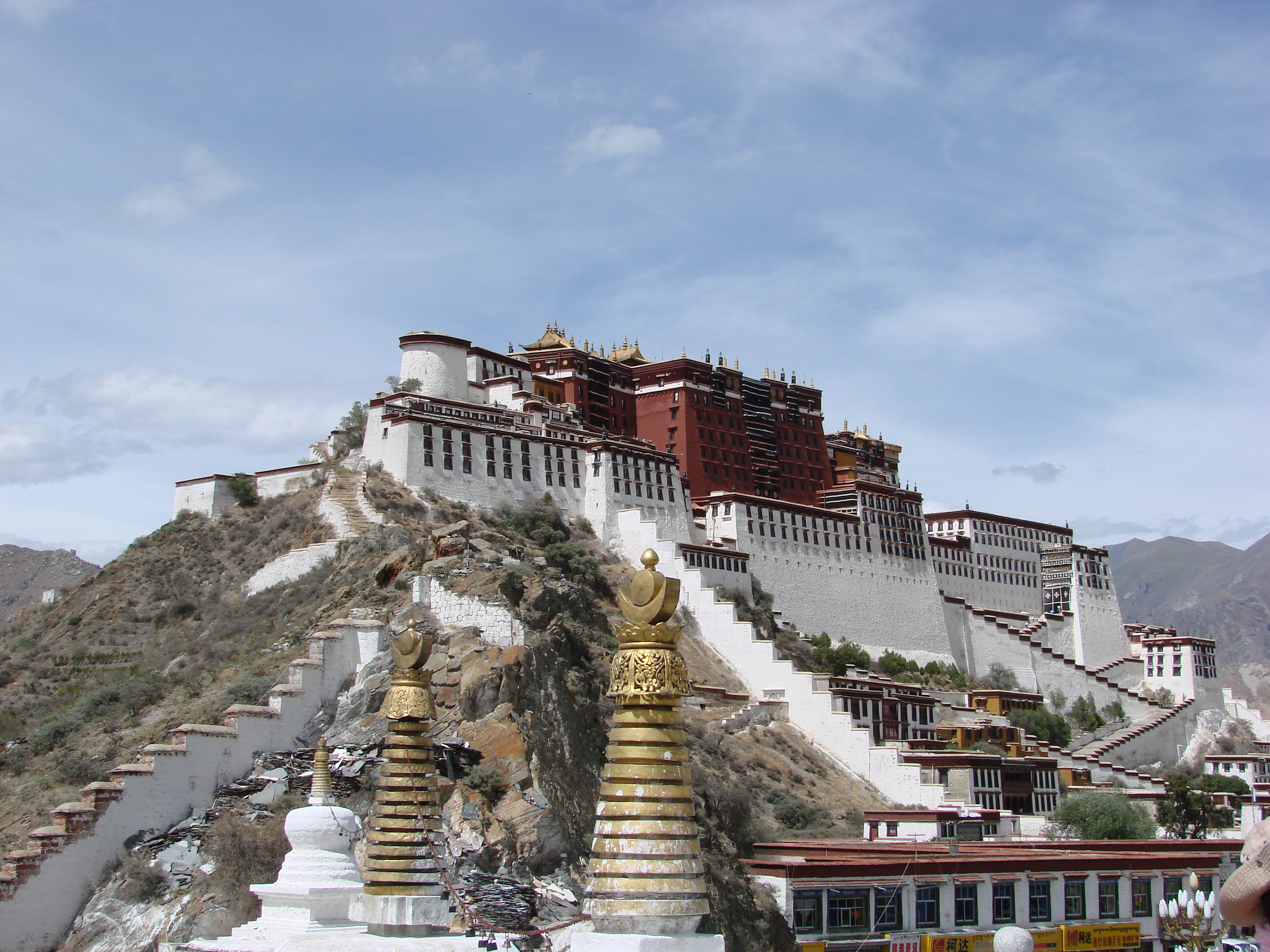
从查果嘎林看布达拉宫